# Викулов, Владимир Ильич
Владимир Ильич Викулов — советский государственный и хозяйственный деятель.

## Биография
Родился в 1925 году в селе Серебрякове. Член КПСС. Окончил Сибирский металлургический институт (г. Новокузнецк, 1953), инженер-металлург.
В 1953—1964 гг. — на Челябинском ферросплавном заводе:
- помощник мастера,
- мастер,
- начальник смены,
- старший мастер,
- заместитель начальника цеха № 2;

в 1964 г. — секретарь парткома Челябинского электрометаллургического комбината (ЧЭМК);
- с 1971 г. — первый секретарь Калининского райкома КПСС (г. Челябинск);
- с 1974 г. — секретарь Челябинского обкома КПСС;
- с 1976 г. — заместитель министра чёрной металлургии СССР.

Умер от сердечного приступа в Москве в 1978 году.

## Награды и звания
- Государственная премия СССР в области науки и техники (1970 год, в составе коллектива) — за исследование, разработку и внедрение технологии получения высококачественных хромовых сплавов силикотермическим методом.